# Mesotelio
Il mesotelio è una membrana rinvenibile in numerosi organi. Costituisce lo strato epiteliale della sierosa che riveste alcuni organi del torace e dell'addome e le loro pareti, prendendo il nome di pericardio, pleura e peritoneo a seconda della localizzazione; si trova inoltre nella tunica vaginale che riveste il testicolo e nel perimetrio che circonda l'utero.
Si distingue in viscerale la porzione della sierosa che ricopre l'organo e in parietale quella che ricopre la parete; tra i due strati si identifica una cavità virtuale nota come cavità sierosa, contenente quantità moderate di liquido sieroso prodotto dall'epitelio pavimentoso semplice che costituisce il mesotelio.
Il tessuto connettivo sottostante, parte della sierosa, provvede all'irrorazione sanguigna e all'innervazione, essendo il mesotelio completamente privo di vasi sanguigni e nervi.